# Tour de Drenthe femenino 2018
La 12.ª edición del Tour de Drenthe femenino (oficialmente: Women's WorldTour Ronde van Drenthe 2018) se corrió el 11 de marzo de 2018 sobre un recorrido de 157,2 km con inicio en Emmen y final en la ciudad de Hoogeveen en los Países Bajos.
La carrera hace parte del UCI WorldTour Femenino 2018 como competencia de categoría 1.WWT del calendario ciclístico de máximo nivel mundial, siendo la segunda carrera de dicho circuito.
La carrera fue ganada por la corredora holandesa Amy Pieters del equipo Boels Dolmans, en segundo lugar Alexis Ryan (Canyon SRAM) y en tercer lugar Chloe Hosking (Alé Cipollini).

## Equipos
Tomaron parte en la carrera un total de 23 equipos invitados por la organización de los cuales 22 correspondieron a equipos de categoría UCI Team Femenino y la selección nacional de Países Bajos, quienes conformaron un pelotón de 134 ciclistas y de estos terminaron 84.
| Equipos femeninos (22)- Alé Cipollini - Astana Women's - Bizkaia-Durango - Boels Dolmans - BTC City Ljubljana - Canyon-SRAM Racing - Cervélo Bigla - Cylance - Experza-Footlogix - FDJ-Nouvelle Aquitaine-Futuroscope - Hitec Products-Birk Sport - Lotto Soudal Ladies - Mitchelton-Scott - Movistar Team - Parkhotel Valkenburg-Destil - Sunweb - Tibco-Silicon Valley Bank - Virtu - Valcar PBM - WaowDeals - Wiggle High5 - WNT-Rotor Pro Cycling Equipo nacional- Países Bajos |
| |

## Clasificaciones finales
Las clasificaciones finalizaron de la siguiente forma:

### Clasificación general
| \| Clasificación general \| Clasificación general \| Clasificación general \| Clasificación general \| Clasificación general \| \| Ciclista \| Ciclista \| Equipo \| Tiempo \| \| \| --------------------- \| --------------------- \| ---------------------------------- \| --------------------- \| --------------------- \| \| 1.ª \| Amy Pieters \| Boels Dolmans \| 4 h 06 min 44 s \| \| \| 2.ª \| Alexis Ryan \| Canyon-SRAM Racing \| + 0 s \| \| \| 3.ª \| Chloe Hosking \| Alé Cipollini \| + 1 s \| \| \| 4.ª \| Marta Bastianelli \| Alé Cipollini \| + 1 s \| \| \| 5.ª \| Marianne Vos \| WaowDeals \| + 1 s \| \| \| 6.ª \| Coryn Rivera \| Sunweb \| + 1 s \| \| \| 7.ª \| Arlenis Sierra \| Astana Women's Team \| + 1 s \| \| \| 8.ª \| Roxane Fournier \| FDJ-Nouvelle Aquitaine-Futuroscope \| + 1 s \| \| \| 9.ª \| Floortje Mackaij \| Sunweb \| + 1 s \| \| \| 10.ª \| Ellen van Dijk \| Sunweb \| + 1 s \| \| |                   |                                    |                 |
| |                   |                                    |                 |
| Fuentes: ProCyclingStats Cycling Quotient |                   |                                    |                 |
| Clasificación general |                   |                                    |                 |
| Ciclista | Ciclista          | Equipo                             | Tiempo          |
| 1.ª | Amy Pieters       | Boels Dolmans                      | 4 h 06 min 44 s |
| 2.ª | Alexis Ryan       | Canyon-SRAM Racing                 | + 0 s           |
| 3.ª | Chloe Hosking     | Alé Cipollini                      | + 1 s           |
| 4.ª | Marta Bastianelli | Alé Cipollini                      | + 1 s           |
| 5.ª | Marianne Vos      | WaowDeals                          | + 1 s           |
| 6.ª | Coryn Rivera      | Sunweb                             | + 1 s           |
| 7.ª | Arlenis Sierra    | Astana Women's Team                | + 1 s           |
| 8.ª | Roxane Fournier   | FDJ-Nouvelle Aquitaine-Futuroscope | + 1 s           |
| 9.ª | Floortje Mackaij  | Sunweb                             | + 1 s           |
| 10.ª | Ellen van Dijk    | Sunweb                             | + 1 s           |

## UCI WorldTour Femenino
El  Tour de Drenthe femenino otorga puntos para el UCI WorldTour Femenino 2018 y el UCI World Ranking Femenino, incluyendo a todas las corredoras de los equipos en las categorías UCI Team Femenino. Las siguientes tablas muestran el baremo de puntuación y las 10 corredoras que obtuvieron más puntos:
| Posición   | 1.ª | 2.ª | 3.ª | 4.ª | 5.ª | 6.ª | 7.ª | 8.ª | 9.ª | 10.ª | 11.ª | 12.ª | 13.ª | 14.ª | 15.ª | 16.ª-30.ª | 31.ª-40.ª |
| Puntuación | 200 | 150 | 125 | 100 | 85  | 70  | 60  | 50  | 40  | 35   | 30   | 25   | 20   | 15   | 10   | 5         | 3         |

| Clasificación |                   |                                    |        |
| Posición      | Ciclista          | Equipo                             | Puntos |
| ------------- | ----------------- | ---------------------------------- | ------ |
| 1.ª           | Amy Pieters       | Boels-Dolmans                      | 200    |
| 2.ª           | Alexis Ryan       | Canyon SRAM Racing                 | 150    |
| 3.ª           | Chloe Hosking     | Alé Cipollini                      | 125    |
| 4.ª           | Marta Bastianelli | Alé Cipollini                      | 100    |
| 5.ª           | Marianne Vos      | WaowDeals                          | 85     |
| 6.ª           | Coryn Rivera      | Sunweb                             | 70     |
| 7.ª           | Arlenis Sierra    | Astana Women's                     | 60     |
| 8.ª           | Roxane Fournier   | FDJ Nouvelle Aquitaine Futuroscope | 50     |
| 9.ª           | Floortje Mackaij  | Sunweb                             | 40     |
| 10.ª          | Ellen van Dijk    | Sunweb                             | 35     |